# Samba (musik)
|  | Denne artikel omhandler musikgenren samba. For andre betydninger, se Samba |
Samba er en brasiliansk musikgenre. I Brasilien er samba er den mest udbredte musikgenre af afrikansk ophav. Centrale instrumenter i sambamusik er pandeiro, cavaquinho, guitar og en række percussionsinstrumenter. Ordet "samba" antages at stamme fra angolanske ord "semba", der er navnet på en traditionel dans.

## Historie
Sambaen opstod formodentlig i delstaten Bahia i det nordøstlige Brasilien, og musikgenren er fortsat en del af musiktraditionen i området. På trods heraf anses sambaen for at være en musikform, der opstod i Rio de Janeiro i begyndelsen af 1900-tallet, på grund af den store mængde slaver, der migrerede fra Bahia til kaffeplantagerne i delstaten Rio. Andre genrer som maxixe og lundu anses som forløbere for sambaen. 
Den første indspilning af samba anses af være pladen "Pelo Telefone", der blev indspillet i 1916. Sangen blev meget populær, og bidrog til at musikgenren blev kendt udenfor Rio-området.
I 1930'erne blev den første sambaskole stiftet af en gruppe musikere under ledelse af Ismael Silva. Den fik navnet Deixa Falar, og bidrog til at tilpasse formen, således at den nemmere kunne benyttes som parademusik under karnevalet. En anden central person var komponisten og tekstforfatteren Noel Rosa, der opnåede stor popularitet med samba som udtryksform. Samtidig blev musikken spredt over hele landet via radio, og under Getúlio Vargas' præsidentperiode opnåede sambaen en tilnærmet status som Brasiliens "officielle" musik.
I de følgende år udviklede sambaen sig i flere retninger, fra den lavmælte samba canção til de store trommeorkestre som anvendes i sambaskolene. En af disse nye varianter var bossa nova, der opstod blandt musikere hovedsagelig af middelklassebaggrund, bland andre João Gilberto og Antonio Carlos Jobim. I 1960'erne begyndte bossa nova-musikere at indsamle og genoplive den ældre sambatradition. I 1970'erne blev der spillet meget samba på de brasilianske radiostationer med musik af kunstnere og artister som Martinho da Vila, Clara Nunes og Beth Carvalho.
Efter en periode på i begyndelsen af 1980'erne, hvor radionstationerne focuserede mere på discomusik og brasiliansk rock end på sambamusikken, kom sambaen tilbage i en ny variant med navnet pagode. Stilen opstod i Rio de Janeiros sattelitbyer og var præget af et mere folkeligt sprog og instrumentering i form af banjo og tantã. Kendte artister indenfor denne genre er Zeca Pagodinho, Almir Guineto, Grupo Fundo de Quintal, Jorge Aragão og Jovelina Pérola Negra.

## Varianter af samba

### Standard samba
Samba spilles med en rytmesektion, hvor grundrytmen markeres med surdo eller tantã. Det lille strengeinstrumentet cavaquinho udgjør en vigtig del af det harmonisk-rytmiske element, og håndtrommen pandeiro har en udfyldende rolle i det rytmiske mønster. Andre instrument er guitaren, ofte en guitarvariant med 7 strenge, som spiller kontrapunktiske baslinjer.

### Partido alto
Dette er en variant af samba med mere markeret brug af pandeiroen og mere fokus på rytmikken. Melodiene i Partido alto er altid i dur, og som regel delt op i refræn og vers. Versene er som regel improviserede.

### Pagode
En populær form som opstod i sattelitbyerne til Rio de Janeiro, og som i dag er en af de dominerende musikformer i Brasilien. Genren blev populær i 1980'erne med indførelsen af instrumenterne banjo, tantã og repique, i tillæg til cavaquinho, guitar og pandeiro. I dag er det almindeligt at anvende elektriske instrument som el-gitar, el-bas og keyboard, i tillægg til trommesæt, som ikke har været almindelig i traditionel samba. Pagode-artister optræder ofte på brasiliansk TV, som regel med dansere som en del af sceneshowet. 

### Samba de breque
En variant, hvor teksten var historier som artisten til dels sang, til dels fremførte som dialoger. 

### Samba-Canção
En variant som har vært meget udbredt på brasilianske radiostationer. Stilen er præget af romantiske tekster og en rolig rytme, og været påvirket af mexikansk bolero og amerikanske ballader. 

### Bossa Nova
En stil der opstod i 1960'erne som en blanding af amerikansk jazzharmonik og samba. De vigtigste ophavsmænd til stilen var komponisten Tom Jobim, digteren Vinícius de Moraes og guitaristen og sangeren João Gilberto. Sistnævnte havde en lavmælt og indadvendt sangstil. der inspirerede mange senere brasilianske artister, som eksempelvis Caetano Veloso, Gilberto Gil og Marisa Monte. Bossa Nova fik et verdensomspændende gennembrud med indspilningen "The Girl from Ipanema" i 1962.

### Samba-Enredo
Samba-Enredo er den variant, der spilles på sambaskolerne under karnevalsoptogene. Teksterne i samba-enredo fortæller som regel en historie som bliver illustreret af sambaskolens forestillingen under paraden i Sambodromen. Melodien bliver som regel sunget af en mand, akkompagneret af en cavaquinho og af hele sambaskolens trommeorkester. Dette giver et komplekst og intenst lydbillede, som også er kendt som batucada.

### Andre varianter
- Samba-reggae – en stil som opstod i Bahia i slutningen af 1980'erne.
- Samba rock - en nyere variant med indslag af funk og soul.

## Eksterne links
- Wikimedia Commons har flere filer relateret til Samba (musik)
- Samba Music History: Sensuality Touch Yet Energetic Feels
- "The beat of BRazil", bbc.co.uk
- Material de consulta Academia do Samba
- Samba videoklipp fra Estilo Faixa